# Os Pequenos Guardiões
Os Pequenos Guardiões (inglês: Mouse Guard) é uma série de histórias em quadrinhos do escritor e ilustrador David Petersen. Os livros conquistaram público e crítica, sendo indicados e vencedores do Prêmio Will Eisner (conhecido como o "Oscar" dos quadrinhos) em duas categorias. A primeira série intitulada Pequenos Guardiões: Outono 1152 foi lançada em fevereiro de 2006 nos EUA, chegando ao Brasil em 2008. A segunda série chamada "Pequenos Guardiões: Inverno 1152" lançada em julho de 2007 nos Estados Unidos, foi lançada no Brasil em 2023 pela Editora Conrad, que republicou no ano anterior Pequenos Guardiões: Outono 1152.

## História
Em um mundo hostil e repleto de predadores, os ratos lutam todos os dias pela sua sobrevivência e bem-estar das suas moradias. Para a proteção do povo foi criada a Guarda. Depois de vencida a guerra do Inverno 1149 contra o general-doninha, veio um período de certa calmaria e então a Guarda passou a ter outras funções. Sentinelas, meteorologistas, acompanhantes e exploradores substituíram os soldados. A Guarda localiza-se na cidade de Lockhaven.

## Personagens
- Gwendolyn - É a chefe da Guarda, ela fica encarregada de dar as missões aos ratos da instituição e de lhes orientar.
- Celanawe - Um rato que vivia isolado do mundo. Seu codinome é Machado Negro, o herói dos tempos de ouro da Guarda.
- Conrad - Membro veterano da Guarda que havia sumido há tempos. Usa uma perna de pau e sua arma é um gancho.
- Kenzie - Sempre calmo, ele é sábio e encarregado do seu grupo. Sua capa é azul e porta um poderoso cajado.
- Saxon - Tão experiente quanto Kenzie, "Sax" como também é chamado, é fiel seguidor da Guarda. Mal-humorado, usa uma capa vermelha e manuseia espada.
- Lieam - O mais novo membro da Guarda, muitos o chamam de "Ruivo". Tem um espírito corajoso e sempre quer aprender mais. Com uma capa verde ele também utiliza espada.
- Sadie - É a vigilante do litoral. Muito fiel e valente.
- Midnight - Bastante misterioso, ele fala pouco e anda sozinho. Mantém um segredo.
- Rand - Rato que fica encarregado de defender territórios e membros da Guarda.

## Pequenos Guardiões: Outono 1152
1. Na Barriga do Monstro:
ISBN 978-85-7616-288-9
Kenzie, Saxon e Lieam recebem a missão de irem à procura de um velho mercador de grãos que ia de Rootwallow para Barkstone. Eles enfrentam uma serpente e descobrem um segredo do ancião que fora engolido pelo terrível monstro, ele na verdade era um espião e levava um mapa de Lockhaven para um traidor em Barkstone.
2. Nas Sombras:
ISBN 978-85-7616-290-2
Enquanto Kenzie, Saxon e Lieam estavam a procura do mercador, Sadie partia em busca de Conrad a mando de Gwendolyn. Quando Sadie o encontra, é confundida com o traidor. Porém os dois logo ficam bastante amigos e enfrentam as sombras de caranguejos "gigantes", infelizmente apenas um consegue sobreviver e continuar a jornada.
3. O Retorno do Machado:
ISBN 978-85-7616-291-9
Sem saber o que acontecia com Sadie e Conrad, Kenzie, Saxon e Lieam continuam a viagem até Barkstone para investigarem a respeito do mapa. Chegando lá, eles percebem que o melhor é serem discretos, então Saxon começa a encenar uma batalha contra Kenzie, enquanto Lieam vai atrás do caso sem sua capa de Guardião e sua espada. Ele acaba infiltrando-se no misterioso exército o Machado.
4. O Fantasma das Trevas:
ISBN 978-85-7616-298-8
Expulsos de Barkstone por soldados, Kenzie e Saxon são resgatados por Celanawe, que a princípio desconfiava dos dois pensando que eram os ladrões do seu bem mais precioso, o machado. Nesse meio tempo, Lieam escondido no exército descuida-se e vira prisioneiro da organização do Machado. Quando é levado até o líder, Lieam percebe que um disfarce no escuro não é o bastante para esse vilão.
5. A Marcha de Midnight:
ISBN 978-85-7616-314-5
O exército liderado pelo traidor segue, em meio de uma tempestade, rumo a Lockhaven levando Lieam como refém. Eles desejam invadir e conquistar a cidade que abriga a Guarda e sua líder. Porém Sadie chega a tempo para avisar Rand de fechar os portões e convocar os soldados. Kenzie, Sax e Celanawe juntam-se para alcançar Lockhaven antes de Midnight.
6. Retorno à Honra:
ISBN 978-85-7616-315-2
Quando Celanawe, Kenzie e Saxon chegam à cidade, a batalha já tem começado. Entre uma chuva de flechas os exilados do Machado lutam contra os membros da Guarda, que usam as abelhas como parceiras. Enfim, os protagonistas encontram-se no gabinete da matrona Gwendolyn para um duelo contra o traidor Midnight e seus seguidores.

## Lema da Guarda
"Não importa contra o que se luta.

Mas pelo que se luta."

## Prêmios
Prêmio Eisner 2008 (EUA)
- Vencedor na categoria Melhor Álbum Republicado.
- Vencedor na categoria Melhor Álbum Infanto-Juvenil.